# 鄭重賓
鄭重賓（1961年—），水墨抽象派藝術家。鄭重賓的作品含括了繪畫，藝術裝置，與影像創作。

## 藝術生涯
1961年生於中國上海，1984年畢業於中國美術學院國畫系，隨即受聘留校任教。1988年，他在上海美术馆举办了第一次抽象水墨个展。1989年獲取美國舊金山藝術學院國際學獎者獎並赴美進修装置、表演以及观念艺术，於1991年獲取藝術創作碩士。2008年與美國摩西·薩夫迪建築設計事務所合作，獲邀為新加坡滨海湾金沙大酒店創作公共藝術裝置《上升的森林》。 2016年3月，紐約大都会博物馆和布鲁克林博物馆分别收藏了郑重宾抽像作品《展开的风景》（2015）与《地平线》（2014）。

## 外部連結
- 官方网站 （页面存档备份，存于）
- 鄭重賓專訪：藝情「移景」 （页面存档备份，存于）